# Drittel-Regel

Beispiel für die Drittel-Regel

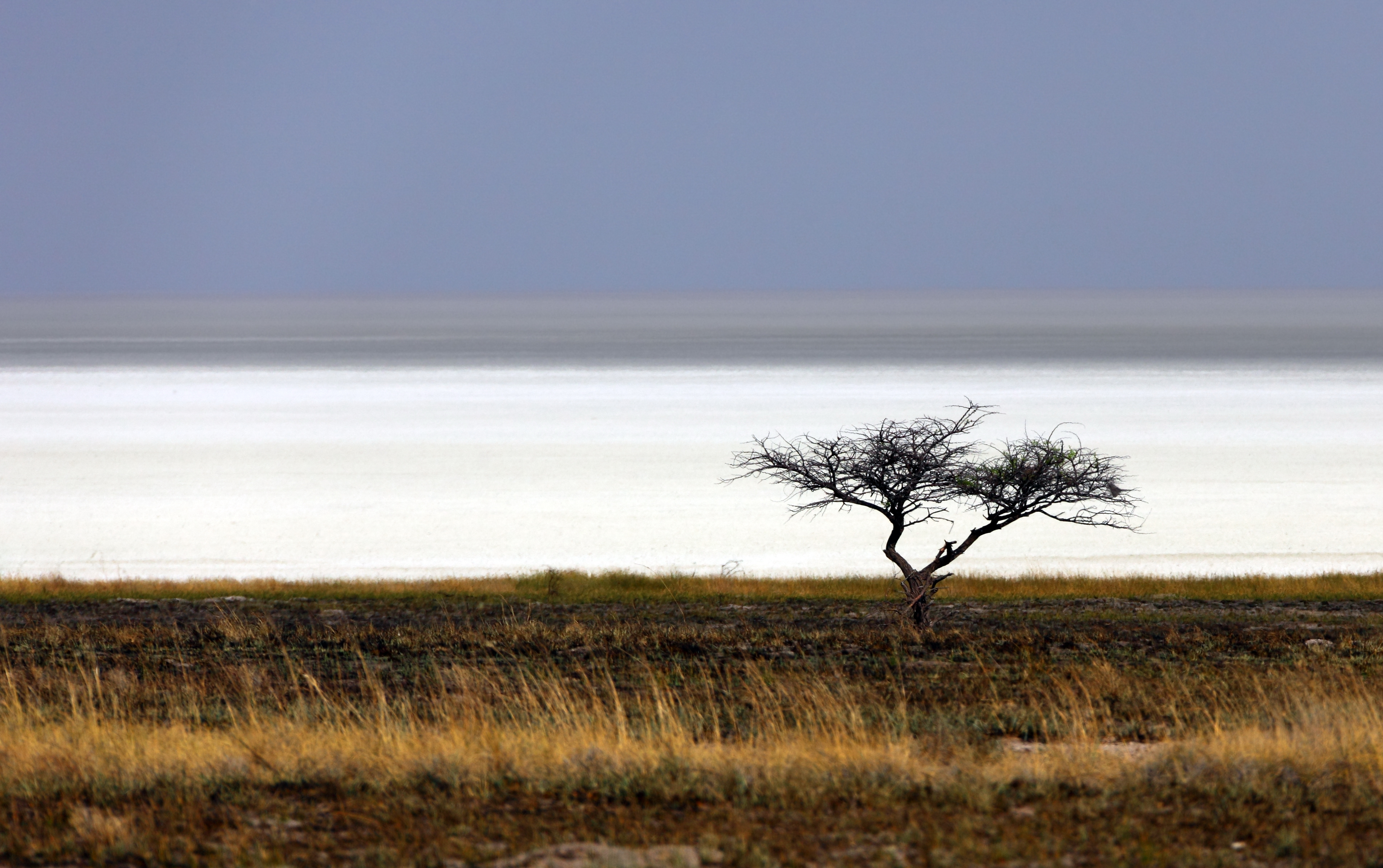
Eine typische Anwendung dieser Regel

Die Drittel-Regel – auch Zwei-Drittel-Regel (englisch Rule of thirds) – ist eine Gestaltungsregel in der Fotografie, die sich an die Proportionslehre des Goldenen Schnitts anlehnt.

## Anwendung

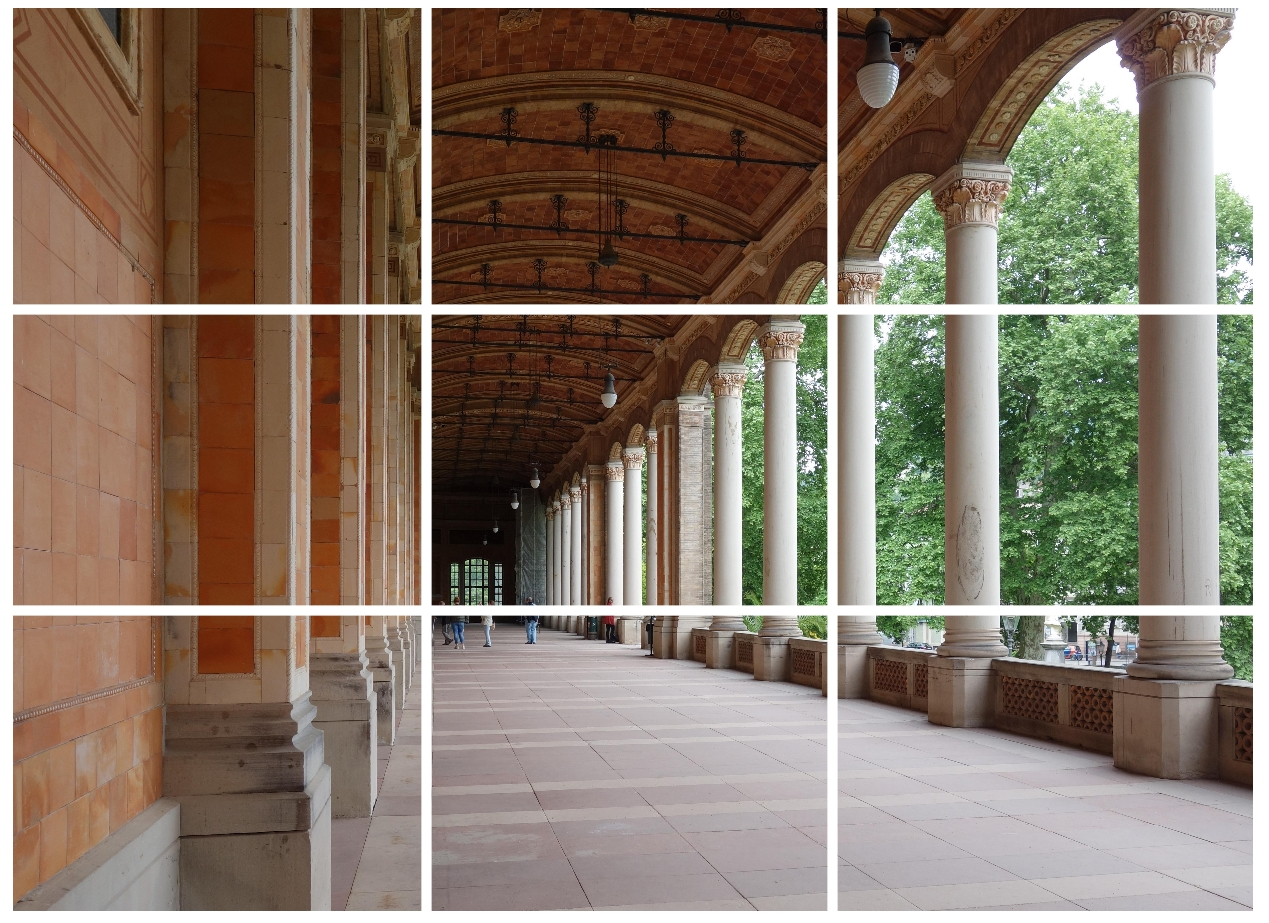
Der Ausgang der Wandelhalle im Kurpark von Baden-Baden liegt an einem der vier Schnittpunkte.

Bei der Drittel-Regel wird das Bild gedanklich in neun Teile geschnitten. Man zieht zwei waagerechte und zwei senkrechte Linien, so dass alle neun Teile gleich groß sind. Das zu fotografierende Motiv wird an einem der vier Schnittpunkte angelegt, man kann es aber auch längs einer Linie platzieren. Auf dem Beispielbild kann man erkennen, dass der Horizont längs der unteren waagerechten Linie verläuft und dass die Mitte des Baumes auf dem unteren rechten Schnittpunkt liegt. Der hellste Punkt des Sonnenuntergangs ist noch nahe genug am linken unteren Schnittpunkt, um ebenfalls von der Regel zu profitieren.
Die Schärfe-Einstellhilfen vieler Kameras sind in der Suchermitte angeordnet, so dass intuitiv sehr häufig auch das Hauptmotiv in der Bildmitte platziert wird. Da solche Fotos oft wenig harmonisch, langweilig und statisch wirken, dient die Drittel-Regel als einfaches Hilfsmittel, um dies zu vermeiden. Hier sollte der Fokus zuerst auf das Hauptmotiv eingestellt und die Kamera vor dem Auslösen noch leicht bewegt werden. Wie bei allen Gestaltungsregeln in der Fotografie ist die Anwendung der Drittel-Regel stets vom Motiv und der Gestaltungsabsicht abhängig; Regeln bewusst zu brechen, kann zu besseren Bildern führen.

## Beziehung zum Goldenen Schnitt
Nach der Proportionenregel des Goldenen Schnitts sollte das Motiv das Gesamtbild im Goldenen Schnitt teilen beziehungsweise der Abstand des Motives vom Bildrand zur Bildlänge im Verhältnis 1:Φ ≈ 0,618 stehen. Da eine exakte Platzierung jedoch aufwendig ist, benutzt man stattdessen als grobe aber einfach zu verwendende Näherung ⅔:1 = 2:3 ≈ 0,667.

Diagonalmethode

## Beziehung zur Diagonalmethode
Der niederländische Fotograf Edwin Westhoff kam durch visuelle Experimente zu der Auffassung, dass die Drittel-Regel ungenau sei. Er untersuchte gezielt Fotos, Gemälde und Kupferstiche und konnte zeigen, dass die starken Punkte auf den Diagonallinien eines Quadrats liegen. Da ein Foto häufig als Rechteck mit den Maßen 4:3 oder 3:2 vorliegt, propagiert er die Konzentration auf die vier Winkelhalbierenden der Ecken und entwickelte damit die Diagonalmethode als alternative Komposition zur Drittel-Regel.